# Toutinegra-de-cabeça-preta
Toutinegra-de-cabeça-preta ou toutinegra-dos-valados (Curruca melanocephala) é um pássaro muito pequeno do género Curruca dentro da família sylviidae.

## Descrição
O macho da toutinegra-de-cabeça-preta, à primeira vista, é muito semelhante ao da toutinegra-de-barrete-preto, mas podem distinguir-se dando atenção à área preta da cabeça. Nesta, a área preta estende-se até abaixo do olho, terminado aí numa linha nítida antes da garganta branca. A área preta desvanece gradualmente para trás, enquanto na toutinegra-de-barrete-preto, o barrete fica acima dos olhos, terminando todo ele numa linha nítida. O dorso e asas é cinzento, garganta e abdómen branco ou cinza muito claro. A cauda é muito escura, quase negra, raiada de cinza, notando-se as duas rectrizes externas brancas.
A fêmea apresenta uma plumagem de cor mais neutra e descolorida em relação ao macho. A cabeça cinza clara distingue-se ligeiramente do dorso e asas cinza acastanhado, não dando a impressão de ter um capuz como o macho. A garganta e abdómen são brancos. As rectrizes exteriores da cauda são acinzentadas mais claras, quase brancas.
Os juvenis e imaturos têm a plumagem em geral mais apagada que os adultos, mas os machos apresentam a cabeça mais escura, mesmo mais que as fêmeas adultas.
Esta toutinegra tem as patas castanhas rosadas. A íris dos olhos é castanha e tem um anel orbital vermelho ou rosa salmão nos adultos e de um tom rosado nos jovens. Tem cerca de 13 cm de comprimento.

## Habitat
Matagal mediterrânico espesso, com densa vegetação rasteira. Presente em outros tipos de matas, desde que exista vegetação rasteira.
Comum também em jardins e em grupos de árvores próximo de vivendas, hortas e mesmo em áreas suburbanas. Deslocam-se entre arbustos baixos mas por vezes também em árvores. Raramente voa grandes distâncias, deslocando-se quase sempre entre os ramos baixos de arbustos em grande actividade.

## Distribuição
É essencialmente sedentária, ainda que realize alguns movimentos pós-nupciais ou invernais.
É uma espécie de distribuição circunmediterrânea que ocupa permanentemente o Norte de África, Canárias e todas as penínsulas e grandes ilhas do Mediterrâneo.
Nidifica em Portugal, ocupando de forma contínua quase todo o território a sul do rio Douro.

## Comportamento
Encontra-se em geral solitária. Desloca-se em curtos voos. A sua voz é áspera porém agradável, intercalando um chilreio com uma melodia variável. Quando alarmada emite um tri-tri-tri-tri rápido e ameaçador, em tom baixo e rouco.

## Reprodução

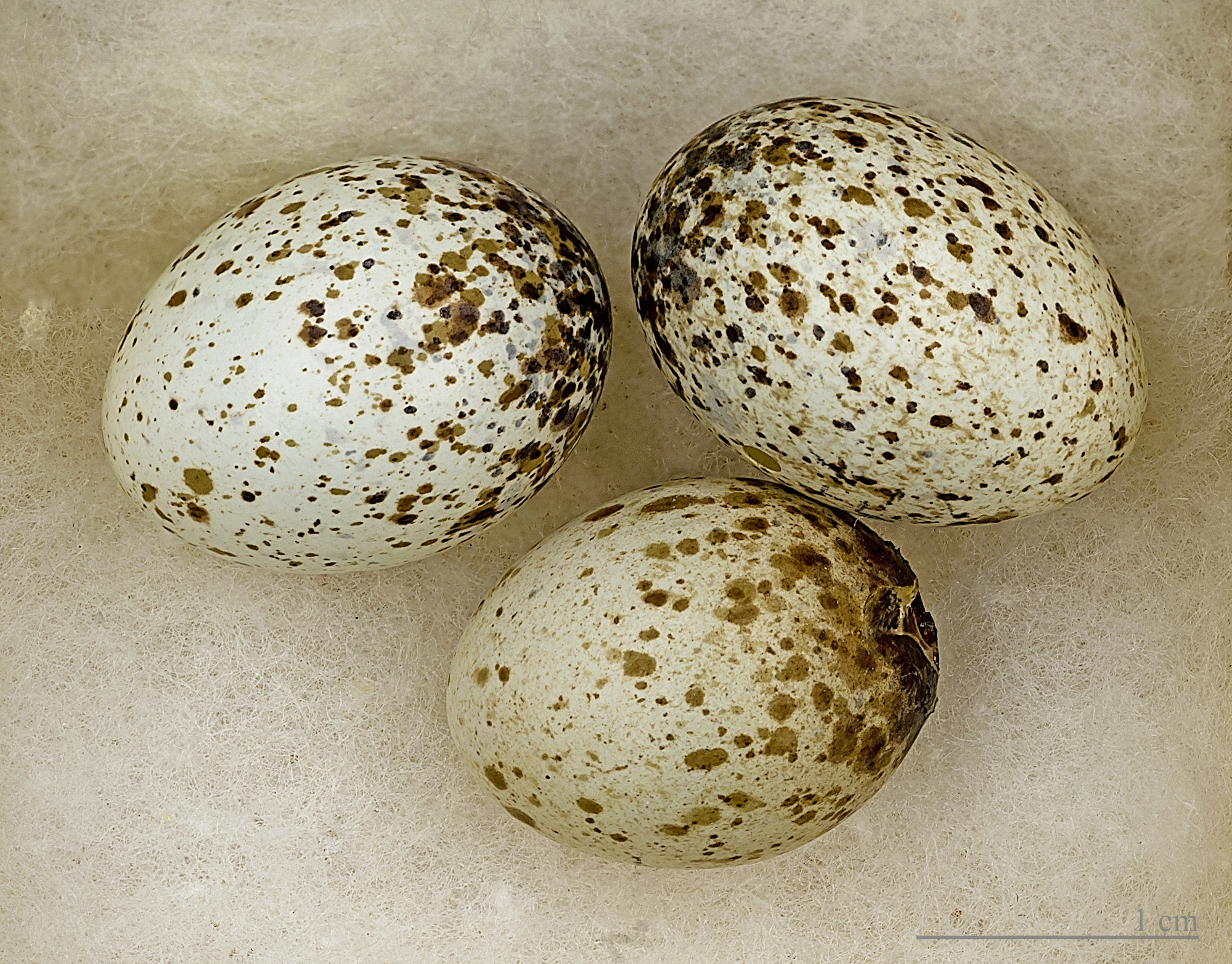
Curruca melanocephala

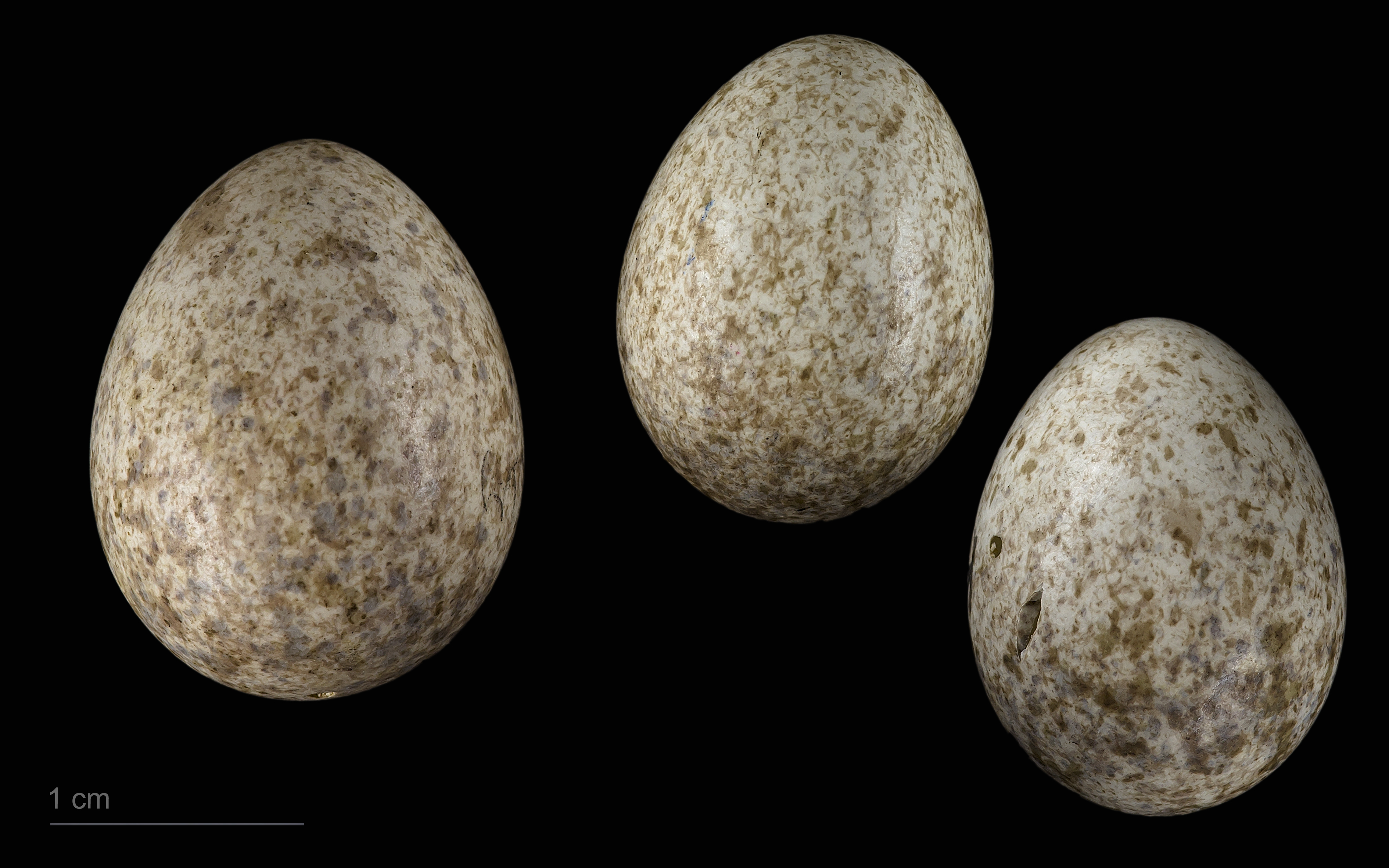
Cuculus canorus canorus em um ninho de Sylvia melanocephala - MHNT

Põe 3 ou 4 ovos com cor variável desde o tom rosado, branco esverdeado ou pardacentos, sempre com manchas de tons diversos. Faz duas posturas por ano, entre Março e Maio, num ninho em forma de taça em mato espesso, junto ao solo. A incubação dura cerca de 14 dias e as crias voam ao fim de 11 dias.

## Alimentação
Alimenta-se fundamentalmente de insectos, com predilecção por ortópteros, hemípteros e larvas de lepidópteros, comendo também aranhas, entre outros. Ingere ainda diferentes tipos de frutas, desde figos, uvas, e diversos frutos silvestres, e ainda sementes de gramíneas.